# أبراج نيفا
أبراج نيفا هما برجين يقعان في مركز الأعمال الدولي،موسكو،روسيا. يبلغ ارتفاع البرج الأول 297 متر ويحتوي 65 طابق وهو ثامن أعلى برج في أوروبا بينما البرج الثاني يبلغ ارتفاعه 345 متر ويحتوي 79 طابق وهو أعلى برج سكني والرابع من حيث الارتفاع في أوروبا،تم افتتاح البرج في 2020.